# Monumento a Garibaldi (Udine)
Il monumento a Giuseppe Garibaldi è una statua in bronzo di Udine, situata al centro dell'omonima piazza.

## Storia
Fu eretto nel 1886 dallo scultore Guglielmo Michieli ed inaugurato il 29 agosto.
L'esecuzione avvenne a seguito della vincita del relativo concorso bandito nell'agosto 1883 al quale seguì, nel gennaio dell'anno successivo, l'esposizione dei
trentadue bozzetti tra i quali la commissione (composta tra gli altri da Camillo Boito e da Giacomo Favretto) scelse quello di Michieli, Victor, ora conservato ai Musei Civici di Udine. Le parti in bronzo furono gettate dal padre del vincitore, Giuseppe, titolare di una rinomata fonderia a Venezia.

## Descrizione
Il monumento è composto da un basamento a gradoni in granito su cui vi è collocata la statua in bronzo di un giovane garibaldino col piede su una porta cardinata: con una mano alza la tromba e con l'altra la bandiera. A sinistra, anch'essa in bronzo, vi è una corona di fiori. Al centro del piedistallo si erge la statua bronzea di Giuseppe Garibaldi, in posizione stante, con braccia conserte e nella mano destra la spada sguainata: indossa la camicia rossa e il foulard attorno al collo.
Nel 2006 il complesso è stato sottoposto a restauro.